# Semaeomyia pygmaea
Semaeomyia pygmaea är en stekelart som först beskrevs av Fabricius 1804.  Semaeomyia pygmaea ingår i släktet Semaeomyia och familjen hungersteklar. Inga underarter finns listade i Catalogue of Life.